# Euxoa acutifrons
Euxoa acutifrons är en fjärilsart som beskrevs av Smith 1900. Euxoa acutifrons ingår i släktet Euxoa och familjen nattflyn. Inga underarter finns listade i Catalogue of Life.